# Alexander von Humboldt Medal
Die Alexander von Humboldt Medal (englisch) ist ein Preis in Geowissenschaften der European Geosciences Union (EGU). Sie ist nach Alexander von Humboldt (1769–1859) benannt. Sie wird an Wissenschaftler aus Entwicklungsländern mit Schwerpunkt auf Lateinamerika und Afrika für herausragende Leistungen in Geowissenschaften, Planetologie oder Weltraumwissenschaften verliehen.

## Preisträger
- 2006 Patricio Aceituno
- 2007 Liu Tungsheng
- 2009 Rafael Navarro-González
- 2010 Carlos A. Nobre
- 2012 Robin T. Clarke
- 2014 Pradeep Mujumdar
- 2015 Hubert Savenije
- 2016 Jean W. A. Poesen
- 2017 Johan Bouma
- 2018 Filippo Giorgi
- 2020 Bojie Fu
- 2021 Manfred R. Strecker
- 2024 Subimal Ghosh
- 2025 Sachchida Nand Tripathi[1]